# Lafayette (Louisiana)
Lafayette è una città degli Stati Uniti d'America, capoluogo della parrocchia civile omonima, nello Stato della Louisiana.

## Storia
La città fu fondata nel 1821 col nome di Vermilionville da Jean Mouton, un immigrato dall'Acadia di lingua francese. Nel 1884 venne rinominata in onore del generale Gilbert du Motier de La Fayette, militare francese che fu grande protagonista nella guerra d'indipendenza americana. Lafayette, una volta centro agricolo, poi centro petrolifero, è anche un'apprezzata meta turistica in quanto si trova al centro della regione delle culture cajun e creola.